# مارك برازيل
مارك برازيل (بالإنجليزية: Mark Brazil)‏ هو كاتب وصحفي وعالم طيور بريطاني، ولد في 8 يونيو 1955 في ريديتش في المملكة المتحدة.